# Anselm Feuerbach
Pour les articles homonymes, voir Feuerbach.
Anselm Feuerbach, né le 12 septembre 1829 à Spire et mort le 4 janvier 1880 à Venise, est, avec Arnold Böcklin et Hans von Marées, un des peintres de langue allemande les plus importants de la seconde moitié du XIXe siècle.

## Biographie
Feuerbach est né à Spire, fils du célèbre archéologue Joseph Anselm Feuerbach et petit-fils du criminaliste Paul Johann Anselm von Feuerbach. Sa mère meurt l'année suivant sa naissance. Son père se remarie avec l'écrivaine et mécène Henriette Feuerbach qui soutiendra la carrière de son beau-fils jusqu'à la mort de celui-ci.
Après le lycée à Fribourg, il étudie à l'Académie des beaux-arts de Düsseldorf de 1845 à 1848, puis mène une vie itinérante : à Munich, Anvers, Paris en 1851 où il est reçu à l'atelier du peintre et professeur Thomas Couture. Il souhaite être artiste indépendant, mais le manque d'argent le ramène en Allemagne. Le prince-régent Friedrich von Baden lui octroie une bourse qui l'autorise à voyager en Italie, à Venise, Florence et surtout à Rome qui l'influence fortement dans son parcours artistique.
En 1860, Feuerbach rencontre Anna Risi, appelée Nanna. Femme d'un cordonnier romain, elle devient son modèle et son amante. C'est ainsi que commence la série des célèbres portraits de Nanna. L'astéroïde (1203) Nanna a été nommé en son honneur. La fin des années 1860 et le début des années 1870 sont une période particulièrement productive, c'est là qu'il peint la plupart des tableaux qui ont fait sa renommée, Orphée et Eurydice, Médée, Le Combat des Amazones...
En 1873, il devient professeur à l'Académie des beaux-arts de Vienne. Parmi ses élèves : Jean Discart et Rudolf Ernst.
Après sa mort, Johannes Brahms compose Nänie en sa mémoire.

## Œuvres
- 1852 : Hafis devant une auberge
- 1852 : Autoportrait (ci-contre)
- 1862-1871 : Iphigénie (sur toile 249 × 174 cm), Darmstadt, Hessisches Landesmuseum[2]
- 1863 : Pietà
- 1864 : Roméo et Julia
- 1864 : Paolo et Francesca, huile sur toile, 137 × 99 cm, Alte Pinakothek, Munich[3]
- 1865 : La Joueuse de mandoline
- 1866 : Hafis à la fontaine
- 1969 : Orphée et Eurydice, Musée du Belvédère
- 1870 : Médée
- 1869-1873 : Le Banquet de Platon
- 1873 : Le Combat des Amazones
- 1878 : Le Concert
- 1878 : Autoportrait

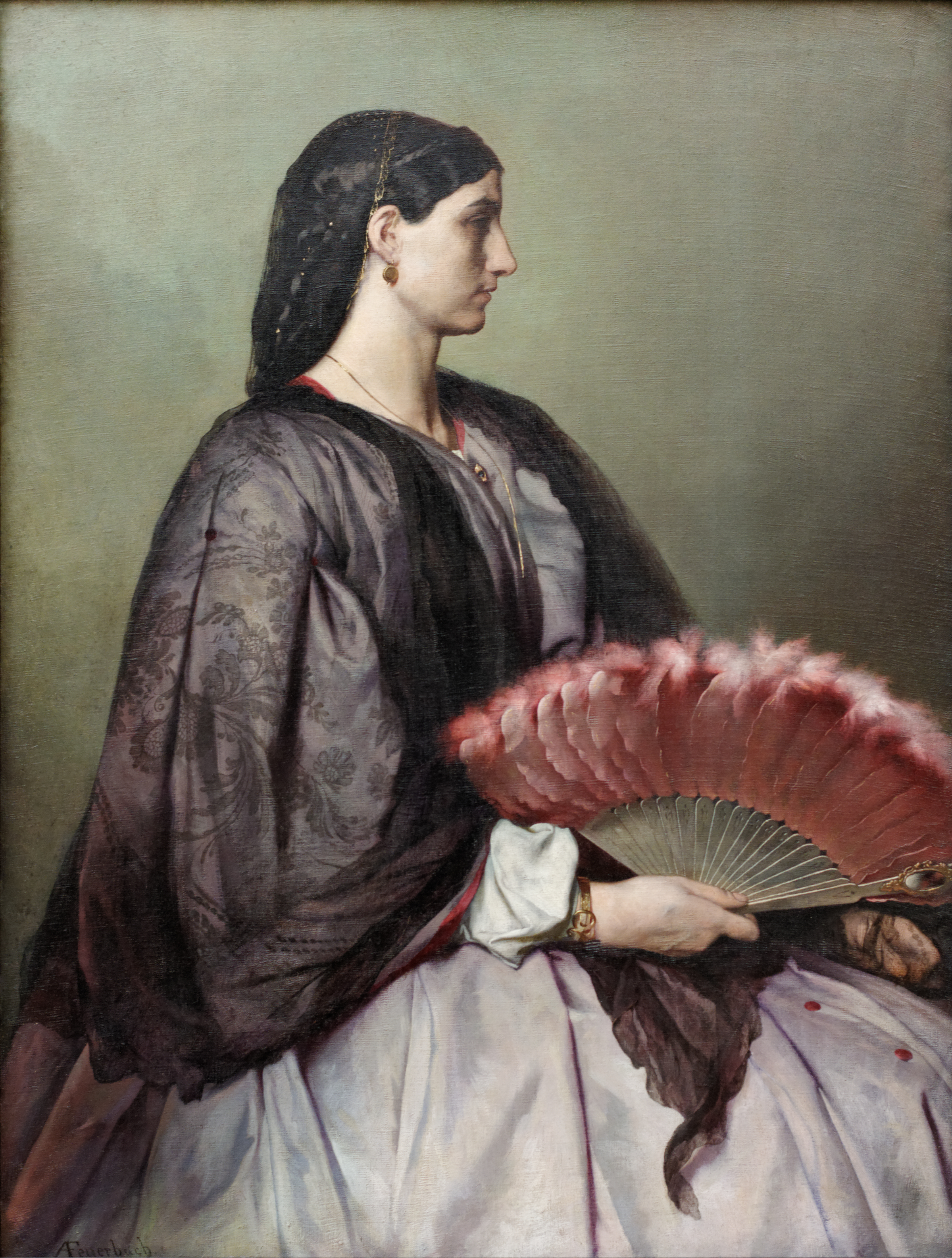
Nanna, vers 1861.
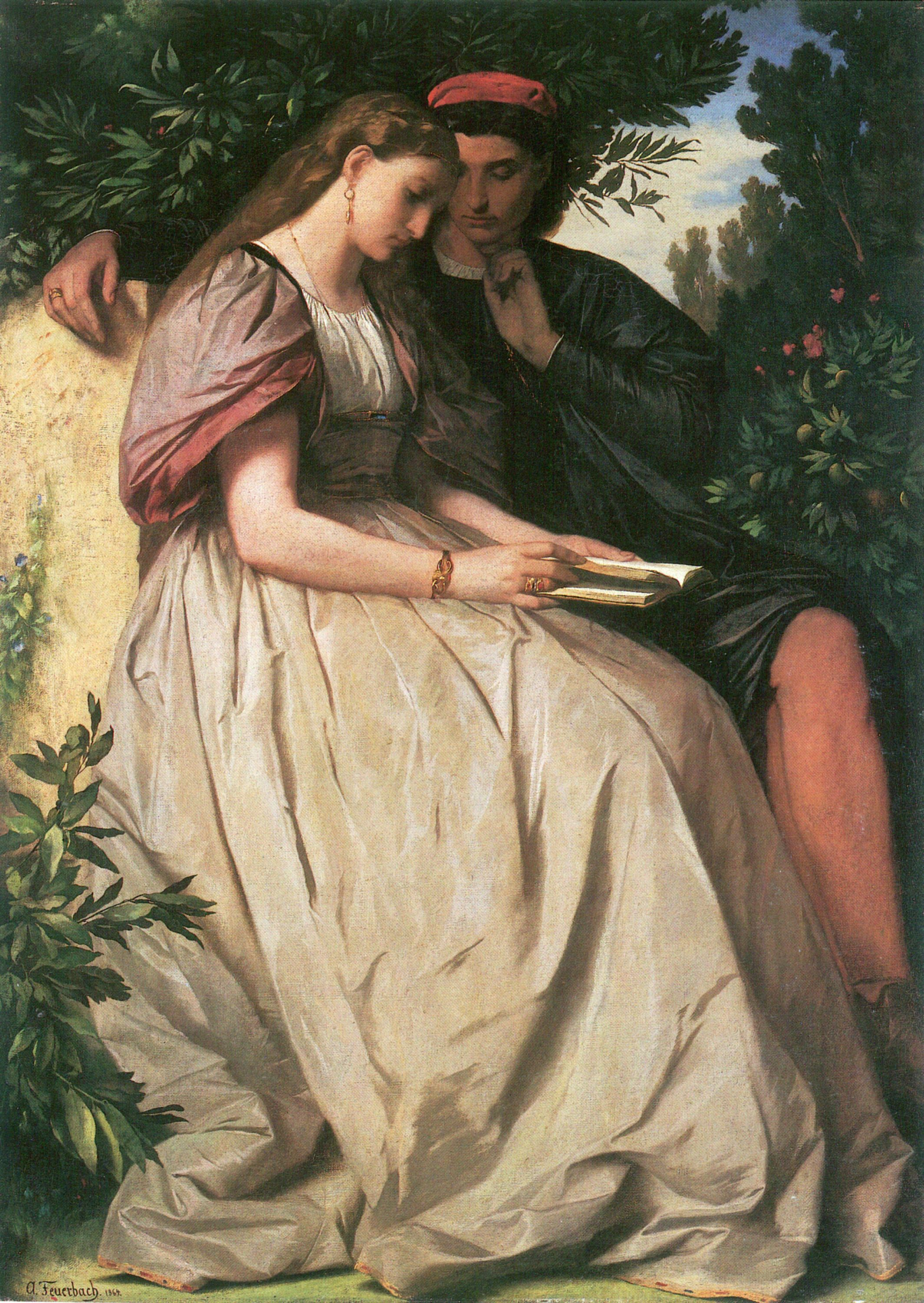
Francesca da Rimini et Paolo Malatesta, 1864.
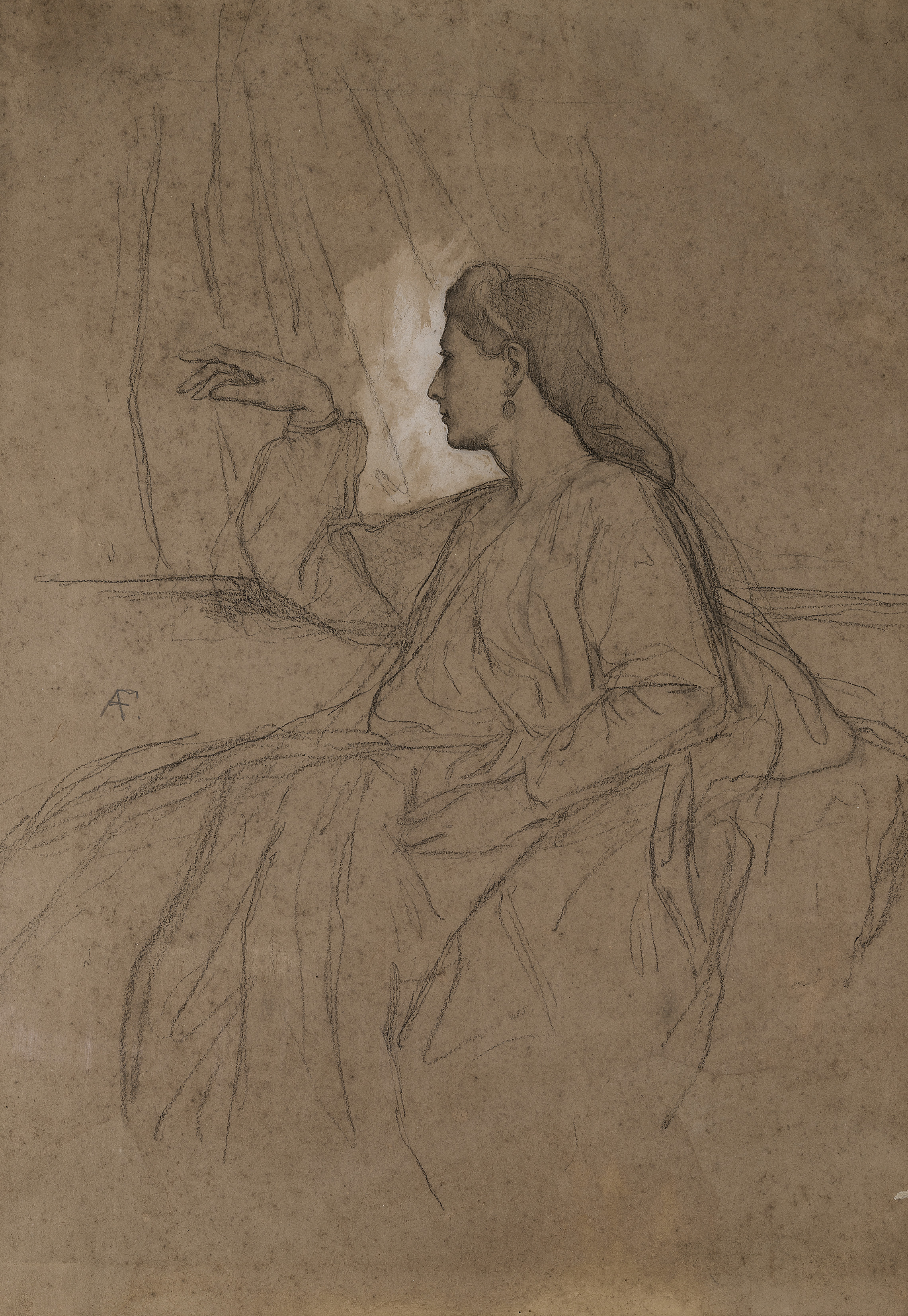
Lesbia mit dem Vogel, 1866.
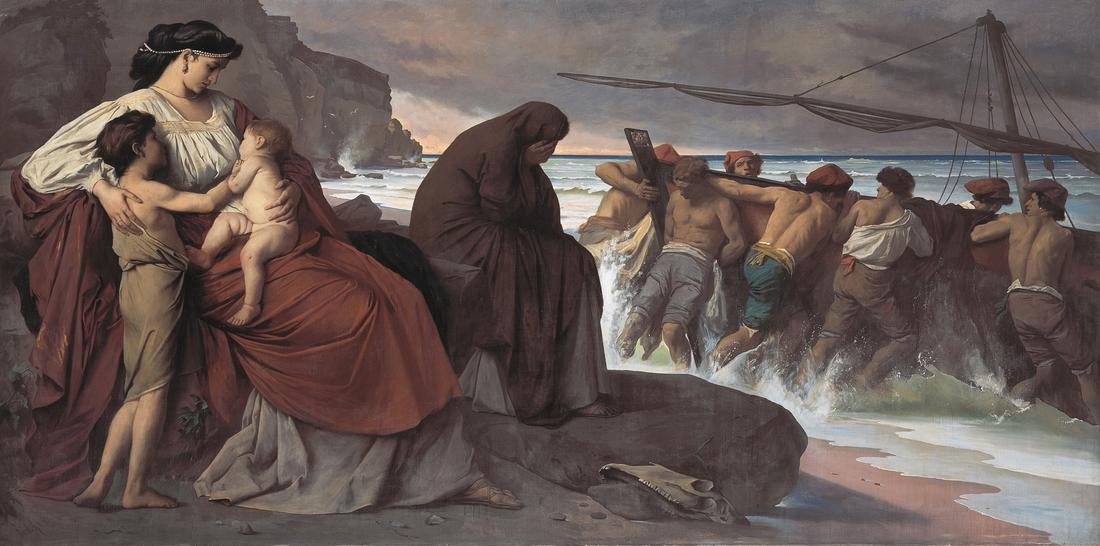
Médée, 1870.
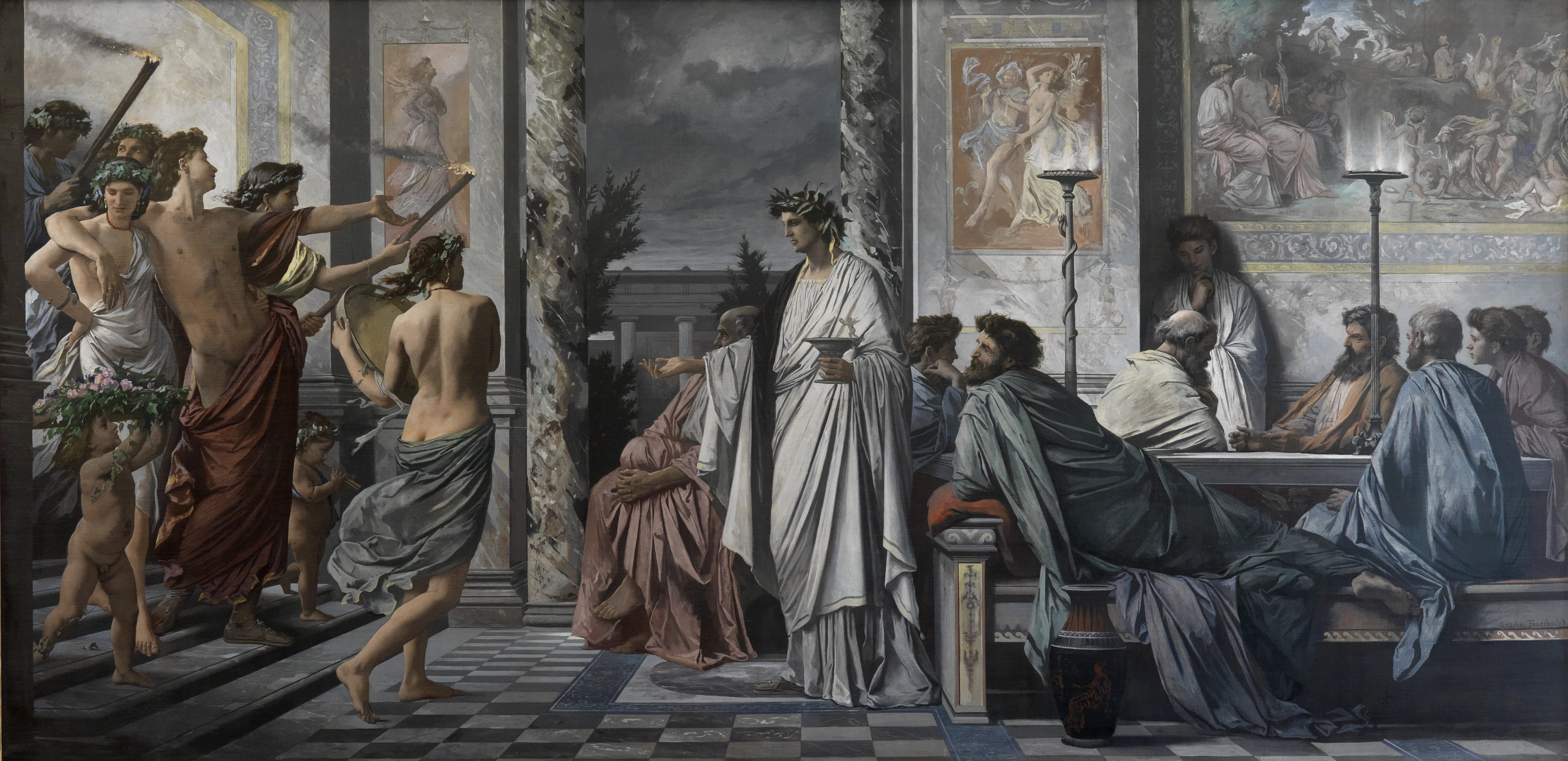
Le Banquet de Platon.

## Voir aussi

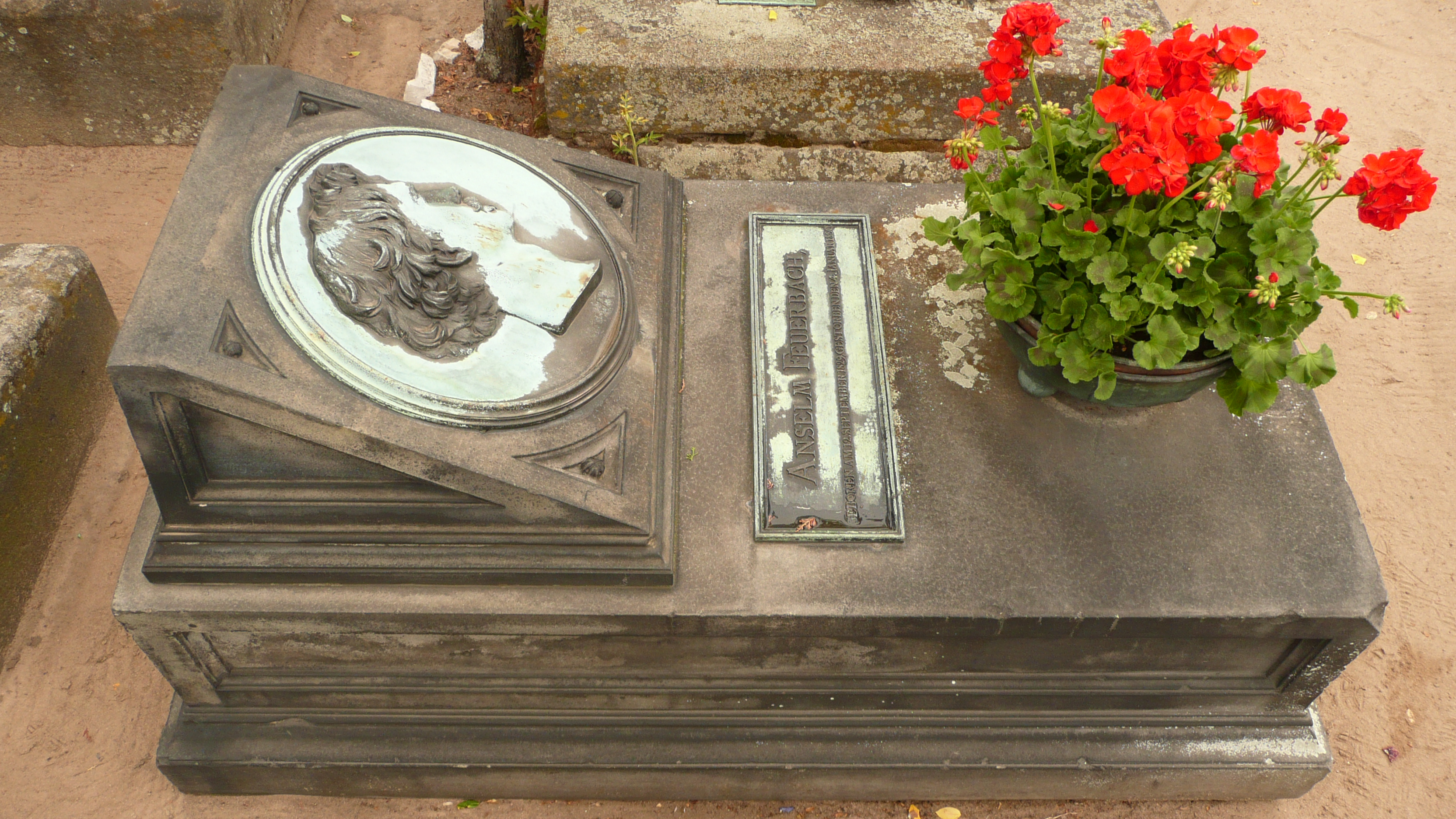
Tombe au cimetière Saint-Jean de Nuremberg.